# Doliops tamutisi
Doliops tamutisi es una especie de escarabajo del género Doliops, familia Cerambycidae. Fue descrita científicamente por Barševskis en 2014.
Habita en Filipinas. Los machos y las hembras pueden medir 12,8-13 mm. El período de vuelo de esta especie ocurre en los meses de febrero, abril junio, octubre y noviembre.